# Annales de Clonmacnoise
Pour les articles homonymes, voir Annales (homonymie).
Les Annales de Clonmacnoise font la chronique des événements survenus en Irlande depuis les temps préhistoriques jusqu'à l'année 1408. Le ou les manuscrits originaux ont été perdus, et le nom de ses rédacteurs nous est inconnu. Elles ont été baptisées Annales de Clonmacnoise, parce qu'on pense qu'elles ont été élaborées à partir de textes recueillis au monastère de Clonmacnoise, bien que cela ne soit pas parfaitement établi. Le manuscrit qui a survécu est une traduction en anglais réalisée en 1627 par Connall MacGeoghegan de Lismoyny, une petite agglomération située près de Clara, dans le comté d'Offaly. Aussi les chercheurs parlent de ces annales comme le « livre de Mageoghagan ». 

## Contenu
Les annales racontent l'histoire de l'Irlande et des régions entourant Clonmacnoise depuis la création de l'homme jusqu'à l'année 1408. Le traducteur souligne que plusieurs parties de l'œuvre originale manquent, comme entre 1182 et 1199, ou entre 1290 et 1299. Il déclare que les originaux ont été détruits non pas par des Vikings en maraude brûlant des livres, mais plutôt par des tailleurs coupant les pages des livres pour en faire de longues lanières destinées à prendre les mesures.
Si ces annales sont généralement connues comme les Annales de Clonmacnoise, rien dans le livre n'indique qu'elles doivent porter ce nom. Elles donnent cependant beaucoup d'importance à l'histoire de cette partie du pays, sur les deux rives du fleuve Shannon, et aux familles habitant les régions environnantes d'Ui Maine (Hy Many), c'est-à-dire les O'Kelly, les O'Rourke, les O'Molloy, les O'Connor et les McDermott. L'intérêt principal de ces annales est qu'elles donnent des détails sur l'histoire de ces districts et de ces familles, qu'on ne trouve nulle part ailleurs.  
L'œuvre originale était en langue gaélique. Plus d'une fois le traducteur fait référence au « vieux livre irlandais à partir duquel il écrit, et auquel il manque tant de pages. »
Connall McGeoghegan, le traducteur de l'œuvre originale, a dédié sa traduction à son frère Terence. Leur famille était l'une des dernières à maintenir et à pratiquer les anciennes coutumes tribales des Irlandais gaéliques. La traduction fut achevée le 20 avril 1627 au château de Lemanaghan dans le comté d'Offaly. Le manuscrit original de McGeoghegan a été perdu, mais il est resté plusieurs copies, deux d'entre elles étant à la bibliothèque de Trinity College et au British Museum. 
La traduction emploie le style désuet de la période élisabéthaine. McGeoghegan semble avoir préservé la phraséologie particulière de l'original gaélique, et l'avoir traduit avec le plus de justesse, pour autant que nous pouvons l'établir en l'absence du manuscrit original. La totalité du livre n'a pas été traduite par McGeoghegan, car il déclare que « le vieux livre irlandais étant resté fermé et inutilisé, je peux le lire difficilement, et j'ai laissé les endroits que je ne pouvais lire, car ils étaient devenus illisibles ou manquants ». 
La traduction des annales fut publiée pour la première fois à Dublin en 1896, puis fut réimprimée par Llanerch Publishers en 1993.